# Стрељање у Вранићу 1941.
Стрељање у Вранићу, 15. октобар 1941. године, део је оружане акције немачког 125. пешадијског пука у околини Београда у склопу репресивних мера предузетих ради сузбијања развоја устанка у Србији.

## Одмазда над цивилним становништвом
У Другом светском рату, немачка војска је, на подручју Југославије, предузимала казнене, репресивне мере да би спречила развој и ширење оружаног устанка. Како је, упркос хапшењима, слању на принудни рад и масовном стрељању становништва, растао отпор антифашистичких снага, Хитлер је, 16. септембра 1941. године, наредио да се свим средствима угуши устанак у простору Југоистока, посебно устанак у Србији и Хрватској. За команданта свих оружаних снага одредио је генерала Бемеа. Беме је одмах кренуо у свирепи обрачун са становништвом окупиране Србије. У наређењу издатом 10. октобра 1941. године, прецизирао је мере репресије односно стрељање према следећима стопама: 
- за сваког убијеног немачког војника или „фолксдојчера” (мушкарца, жену или дете), 100 заробљеника или талаца
- за сваког рањеног немачког војника или „фолксдојчера” 50 заробљеника или талаца.[2]

## Стрељање у Вранићу
Масовна стрељања широм Србије, у Крагујевцу, Краљеву, Панчеву, Шапцу, Ваљеву, Рачи Крагујевачкој и многим другим српским градовима и селима, нису мимоишла ни Вранић. Приликом оружане акције немачког 125 пешадијског пука у околини Београда, од 14 - 16. октобра, спаљена су села Дражевац и Вранић. У Дражевцу и Конатицама стрељана су 134 сељака, које су Немци полили бензином и спалили. На простору Јасенак - Дражевац - Вранић стрељано је 230, а на простору Умка - Барич - Мала и Велика Моштаница 42 таоца. О овом догађају немачки војни заповедник у Србији, 15. октобра 1941. године, извештава заповедника оружане силе на југо-истоку:
„125. пеш. пук : чишћење простора Јасенак-Дражевац-Вранић. 230 талаца стрељано.“
На предњој фасади Спомен дома у Вранићу, налазе се поред имена страдалих током ослободилачких ратова 1912—1918. године НОБ-а и ратова деведесетих, имена 39 стрељаних, 15. октобра 1941. године.
1. Бојић Данило
2. Ђорић Марка Драгољуб
3. Ђурђевић Радосава Живко
4. Илић Танаска Радоје
5. Јелић Михаила Никола
6. Јелић Милије Драгомир
7. Јелић Милоша Живојин
8. Јелић Милована Станимир
9. Јовановић Стевана Милић
10. Јоксић Божидар
11. Јоксић Павла Душан
12. Јоксић Витомира Радоје
13. Маринковић Ненада Триф
14. Марјановић Адама Радисав
15. Милијановић Илије Радоје
16. Милијановић Ранка Драгомир
17. Милијановић Павла Боривоје
18. Милијановић Петра Марко
19. Милијановић Марка Десимир
20. Милијановић Рајка Сретен
21. Михаиловић Јована Миливоје
22. Михаиловић Миливоја Драгољуб
23. Петровић Спасоја Милић
24. Петровић Милића Чедомир
25. Петровић Павла Живко
26. Петровић Матеје Илија
27. Поповић Живојина Живан
28. Поповић Живана Младен
29. Поповић Младена Анђелија
30. Рашић Стевана Мијаило
31. Рашић Павла Велимир
32. Савић Живка Милорад
33. Стефановић Димитрије
34. Стекић Павла Драгомир
35. Стекић Митра Драгољуб
36. Степановић Исаила Милутин
37. Степановић Исаила Љубомир
38. Танасијевић Максима Јанко
39. Танасијевић Радована Димитрије